# Spiroctenus lusitanus
Spiroctenus lusitanus is een spinnensoort in de taxonomische indeling van de bruine klapdeurspinnen (Nemesiidae).
Spiroctenus lusitanus werd in 1920 beschreven door Franganillo.